# Мисс Мэри (фильм, 1918)
«Мисс Мэри» — российский художественный немой фильм режиссёра Бориса Чайковского. Фильм вышел на экраны 23 апреля 1918 года. Другое название фильма — «Человек, который убил». Сохранился без надписей.

## История создания
Фильм снимался в Москве в павильоне на Житной улице.
По воспоминаниям кинопредпринимателя Александра Ханжонкова, «для этой картины молодой художник Лев Кулешов, успевший уже выдвинуться среди наших художников, поставил очень эффектные сцены Босфора».

## Сюжет
Экранизация романа К.Фаррера «Человек, который убил».
Действие происходит в Константинополе. Во время бала в посольстве маркиз де Севиньи подметил слёзы на глазах Мэри Фальклэнд. После бала начальник тайной полиции Махмед-паша рассказывает своему другу маркизу Севиньи о семейной драме Мэри, которая несчастлива в браке.
Её муж Арчибальд Фальклэнд имеет любовницу леди Эдит. Под eё влиянием он готовит план дискредитации своей жены. Он договаривается с графом Чернувичем, и тот за деньги становится исполнителем этого плана. Граф начинает ухаживать за Мэри, и она соглашается на ночное свидание с ним.
Посетив дом Фальклэндов, маркиз видит, что Мэри переносит грубые выходки как мужа, так и его любовницы. Маркиз становится другом Мэри, а затем признаётся ей в любви. В ответ на признание Мэри убегает.
Однажды маркиз становится невольным свидетелем сцены, когда муж входит в спальню в момент, когда Мэри находится в объятиях графа Чернувича, и требует подписать документ о разводе.
Никем не замеченный маркиз Севиньи решает отомстить за честь обманутой женщины. Через несколько дней сэр Арчибальд был убит.
Когда подозрение на убийство падает на Мэри Фальклэнд, маркиз Севиньи признаётся в своём преступлении Махмед-паше. Тот понимает мотивы его поступка и молча пожимает ему руку. Маркиз уезжает из Константинополя.

## В ролях
- Зоя Баранцевич — Мэри Фальклэнд
- Николай Радин — Арчибальд Фальклэнд, её муж
- Нонна Лещинская — Эдит, кузина Арчибальда и его любовница
- Войцех Брыдзиньский — граф Севиньи
- Гуго Свобода — граф Станислав Чернувич
- Эдуард Кульганек — Махмед-паша, начальник тайной полиции

## Съёмочная группа
- Режиссёр: Борис Чайковский
- Сценарист: Борис Чайковский
- Оператор: Борис Завелев
- Художник: Лев Кулешов
- Продюсер: Александр Ханжонков

## Критика
Критики отмечали, что «картина интересна главным образом работой художника». Выделялись декорации Льва Кулешова, «интересно
решившего задачу перенесения природы в павильон».
Обозреватель «Кино-Газеты» (1918) указал, что «режиссёр в течение всей картины как будто чересчур подчинён художнику, и это отражается на общем впечатлении». Он также написал, что «смотрится картина не скучно», в ней в хорошем темпе развит сюжет, «есть интересные положения», «удачно использованы крупные снимки».
Киновед И. Н. Гращенкова написала, что «художник Лев Кулешов в ателье построил Стамбул (вокзал, портовые улицы, особняки), проявив чудеса изобретательности и мастерства».
Кинокритик Евгений Громов оценивал фильм следующим образом: «Это вполне заурядная мелодрама с „восточным“ антуражем. Но снята она выразительно, и работа художника в ней интересна». В кадрах фильма он увидел влияние кинокартин учителя Льва Кулешова Евгения Бауэра: «Вглядываясь сегодня в кадры „Мисс Мэри“, без труда обнаруживаешь внутреннее их сродство с кадрами бауэровских лент: колонны, рельефные, „стереоскопические“ декорации, фактурная бутафория. Оператор с удовольствием обыгрывает огромную медвежью шкуру на полу. Тщательно выстроен некий условно восточный сад с журчащими фонтанами. Нарисованный задник — холмы и горы — тоже заставляет вспомнить о картинах Бауэра».
Однако критик увидел и отличие в оформлении: «Оно, если так можно выразиться, более мужественно по манере исполнения. Это, скорее, графика, а не живопись». «Кадр организован более чётко и просто, не так насыщен бутафорией», — писал Е. Громов о творческой манере Льва Кулешова.